# Pimlico, Peckham and Greenwich Street Tramways
Die Pimlico, Peckham and Greenwich Street Tramways Company war ein Betreiber von Pferdebahnen im Süden und Südosten Londons im Rahmen des größeren Netzes der Straßenbahn London. Die Gesellschaft betrieb von 1870 bis 1873 normalspurige Strecken mit einer Gesamtlänge von 20,7 Kilometern.

## Geschichte
1869 beantragte die Pimlico, Peckham and Greenwich Street Tramways Company eine Konzession für eine Strecke vom Bahnhof Vauxhall über Kennington Oval, Camberwell, Peckham, New Cross und Deptford bis Blackheath, die am 12. Juli 1869 genehmigt und bis 1872 gebaut wurde. Am 10. August 1870 erhielt die Gesellschaft eine zweite Konzession für mehrere Streckenabschnitte, nämlich eine Verlängerung der ersten Strecke zur Vauxhall Bridge, eine Zweigstrecke von der Deptford Bridge nach Greenwich, sowie eine zweite Strecke von Camberwell über Elephant and Castle zur Blackfriars Bridge, eine dritte von der Westminster Bridge Road über Bricklayers Arms nach New Cross und eine vierte von der Victoria Station zur Vauxhall Bridge. Alle diese Strecken wurden bis 1872 gebaut. Die Eröffnung der Strecke zur Victoria Station, die im Oktober 1872 fertiggestellt war, verzögerte sich jedoch noch bis nach der Übernahme der Bahngesellschaft 1873, da es noch Streitigkeiten über die Lage des Depots dieser Strecke gab und dieses erst im Laufe des Jahres 1873 gebaut werden konnte.
Im Einzelnen wurden die Strecken wie folgt eröffnet:
| Datum              | Strecke |
| ------------------ | --- |
| 13. Dezember 1870  | New Cross, New Cross Road/Queen’s Road – New Cross Road – Deptford Bridge – Blackheath Road – Blackheath Hill, Greenwich South Street                                          |
| 5. März 1871       | Blackheath Road / Greenwich High Road – Greenwich High Road – Greenwich Church Street – Nelson Road – Romney Road – Trafalgar Road – Greenwich, William IV (King William Lane) |
| 1. Mai 1871        | „Shard Arms“ Public House – Old Kent Road – New Cross Road – New Cross, Queen’s Road                                                                                           |
| 2. Juli 1871       | Bricklayer’s Arms – Old Kent Road – „Shard Arms“ Public House |
| 1. September 1871  | Blackfriars Bridge (Südseite) – Blackfriars Road – St. George’s Circus |
| 6. September 1871  | St. George’s Circus – London Road – Elephant and Castle – New Kent Road – Bricklayer’s Arms                                                                                    |
| 25. September 1871 | Westminster Bridge Road/Kennington Road – Westminster Bridge Road – St. George’s Circus                                                                                        |
| 25. September 1871 | Elephant and Castle – Walworth Road – Camberwell Road – Camberwell Green |
| 29. Januar 1872    | Camberwell Green – Peckham Road – Peckham High Street – Queen’s Road – New Cross Road-Queen’s Road                                                                             |
| 15. April 1872     | Vauxhall Bridge (Ostseite) – Vauxhall Bridge Road – Harleyford Road – Kennington Oval (Südseite) – Harleyford Street – Camberwell New Road – Camberwell Green                  |
| 20. Oktober 1873   | Victoria Station – Vauxhall Bridge Road – Vauxhall Bridge (Westseite) (fertiggestellt im Oktober 1872, Eröffnung erst durch die London Tramways)                               |

Die Vauxhall Bridge selbst durfte nicht überquert werden. Die Gesellschaft richtete daher einen provisorischen Pferdeomnibusbetrieb über die Brücke ein, der bis zur Eröffnung der Bahn in Pimlico im Oktober 1873 die Victoria Station anband und danach die beiden Streckenenden der Pferdebahn auf den beiden Seiten der Brücke verband. Das Provisorium sollte noch bis 1906 bestehen bleiben. Schon 1871 begann die Bahngesellschaft, mit den Metropolitan Street Tramways zusammenzuarbeiten und durfte deren Strecke von der Westminster Bridge bis zum Abzweig Westminster Bridge Road/Kennington Road mitbenutzen. Am 28. Juli 1873 wurde die London Tramways Company ermächtigt, die beiden Bahngesellschaften aufzukaufen, die damit aufhörten zu existieren. Die Strecken waren größtenteils bis zur Umstellung 1952 in Betrieb.

## Fahrzeuge
Die Fahrzeuge waren doppelstöckig mit offenem Oberdeck. Über die Anzahl und die Hersteller ist nichts bekannt. Überliefert ist jedoch, dass die Fahrzeuge mit Vorhängen und Sitzbezügen aus Samt sowie Teppichboden ausgestattet waren. 